# (6267) Rozhen
(6267) Rozhen ist ein Asteroid des inneren Hauptgürtels, der am 20. September 1987 vom belgischen Astronomen Eric Walter Elst am Nazionalna astronomitscheska obserwatorija – Roschen (IAU-Code 071) 15 Straßenkilometer südöstlich der Stadt Tschepelare in Bulgarien entdeckt wurde.
Der Himmelskörper wurde am 20. November 2002 nach dem Nazionalna astronomitscheska obserwatorija – Roschen benannt, das zum Institut für Astronomie der Bulgarischen Akademie der Wissenschaften gehört.